# ألايديس بوبين روسشيل
ألايديس بوبين روسشيل (12 ديسمبر 1931 - 22 فبراير 2021) مهندسة زراعية برازيلية وباحثة وأستاذة جامعية وفنانة برازيلية. عملت أستاذة وباحثة لمدة 38 عامًا في كلية لويز دي كيروز للزراعة بجامعة ساو باولو.
بعد تقاعدها ركزت على الفنون وخاصة النحت.
توفيت روشيل في بيراسيكابا في 22 فبراير 2021، عن عمر يناهز 89 عامًا.